# Beirut Intersections
Pour plus de détails, voir Fiche technique et Distribution.
Beirut Intersections (en arabe : قصة ثواني) est un film dramatique libanais réalisé par Lara Saba, sorti en 2012.
Il est sélectionné pour représenter le Liban aux Oscars du cinéma 2014 dans la catégorie meilleur film en langue étrangère.

## Synopsis
Venant de milieux différents à Beyrouth, trois personnages s'étaient croisés mais jamais rencontrés. Mais un seul incident va drastiquement bouleverser leurs vies par un enchaînement d'actions-réactions.

## Fiche technique
- Titre : Beirut Intersections ou Blind Intersections
- Titre original : قصة ثواني
- Réalisation : Lara Saba
- Scénario : Nibal Arakji
- Photographie : Michael Lagerwey
- Pays : Liban
- Langue : arabe
- Genre : Drame
- Durée : 90 minutes
- Dates de sortie : 
  -  Liban : 2012 (Festival international du film de Beyrouth) ; 21 février 2013 (sortie nationale)

## Distribution
- Ghida Nouri : Nour
- Alae Hamoud : Marwan
- Charbel Ziade : Malek
- Chadi Haddad : Karim
- Carole Hajj : India
- Caroline Hatem : Nancy
- Paul Mattar : le père

## Distinctions

### Récompenses
- Festival international du film indépendant de Bruxelles 2012 : meilleur acteur

### Nominations
- Festival international du film de Beyrouth 2013
- Camerimage 2012
- Festival international du film de Tróia 2012